# كايل كلينتون
كايل كلينتون (بالإنجليزية: Kyle Clinton)‏ (9 نوفمبر 1987 سيفتي هاربور الولايات المتحدة - ) هو لاعب كرة قدم أمريكي يلعب كلاعب وسط.